# Kristie Edwards
Kristie Edwards (* 24. Februar 2000 in Penrith City) ist eine australische Leichtathletin, die sich auf den Sprint spezialisiert hat.

## Sportliche Laufbahn
Erste Erfahrungen bei internationalen Meisterschaften sammelte Kristie Edwards im Jahr 2018, als sie bei den U20-Weltmeisterschaften in Tampere in 44,78 s den siebten Platz mit der australischen 4-mal-100-Meter-Staffel belegte. Im Jahr darauf siegte sie in 11,94 s im 100-Meter-Lauf bei den U20-Ozeanienmeisterschaften in Townsville und gewann dort in 23,92 s auch die Goldmedaille über 200 Meter. Zudem siegte sie bei den Ozeanienmeisterschaften ebendort in 44,47 s in der Staffel gemeinsam mit Nana Owusu-Afriyie, Riley Day und Celeste Mucci. 2023 belegte sie bei den World University Games in Chengdu in 23,54 s den fünften Platz im 200-Meter-Lauf und anschließend kam sie bei den Weltmeisterschaften in Budapest mit der Staffel im Vorlauf nicht ins Ziel. Im Jahr darauf nahm sie mit der Staffel an den Olympischen Sommerspielen in Paris teil und verpasste dort mit 42,75 s den Finaleinzug. Bei den World Athletics Relays 2025 kam sie in der 4-mal-100-Meter-Staffel zum Einsatz, ehe sie bei den World University Games in Bochum in 23,07 s den fünften Platz über 200 Meter belegte. Zudem siegte sie dort im Staffelbewerb in 43,46 s.
2019 wurde Edwards australische Meisterin in der 4-mal-100-Meter-Staffel.

## Persönliche Bestzeiten
- 100 Meter: 11,26 s (+1,0 m/s), 15. März 2025 in Sydney
- 200 Meter: 22,81 s (+1,2 m/s), 13. April 2025 in Perth